# خوان أرانغو

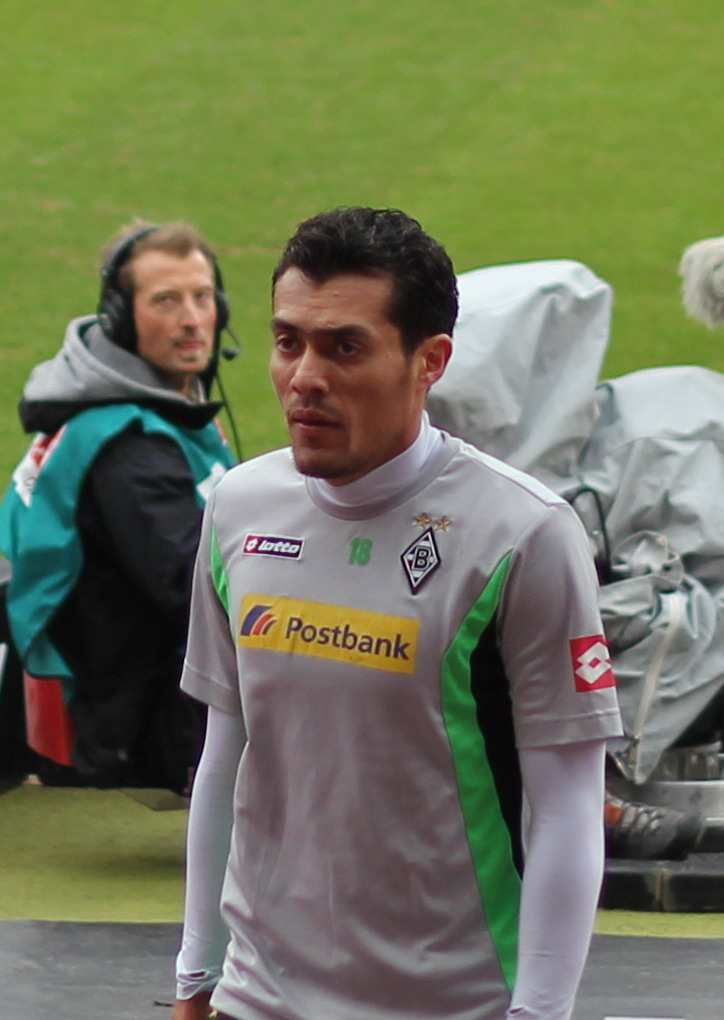

خوان فرناندو أرانغو ساينز (بالإسبانية: Juan Arango) (مواليد 16 مايو 1980 في ماراكاي - فنزويلا) لاعب كرة قدم فنزويلي يلعب حاليا لصالح نادي الدرجة الأولى بوروسيا مونشنغلادباخ الألماني منذ 2009 يلعب في مركز الجناح الأيسر أو خلف المهاجمين أو صانع ألعاب
قائد لمنتخب بلاده ولاعب سابق في مايوركا الأسباني يمتاز بالكرات البينيه وصناعه الأهداف والتصويب من أماكن مختلفه.

## وصلات خارجية
- خوان أرانغو على موقع الاتحاد الدولي (مؤرشف)  (الإنجليزية)
- خوان أرانغو على موقع الاتحاد الأوربي (الإنجليزية)
- خوان أرانغو على موقع قاعدة بيانات كرة القدم.إي يو (الإنجليزية)
- خوان أرانغو على موقع بيانات كرة القدم. دي إي (الألمانية)
- خوان أرانغو على موقع ناشيونال فوتبول تيمز (الإنجليزية)
- خوان أرانغو على موقع Soccerway.com (الإنجليزية)
- خوان أرانغو على موقع عالم كرة القدم.نت (الإنجليزية)
- خوان أرانغو على موقع AS.com (الإسبانية)